# Zemsta mafii
Zemsta mafii (ang. Hitman's Run, 1999) – amerykański film akcji w reżyserii Marka L. Lestera.

## Opis fabuły
Tony Lazorka żyje pod przybranym nazwiskiem "John Dugan". W przeszłości pracował dla mafii, lecz po zdecydowaniu, że będzie zeznawać w sądzie przeciwko swoim zleceniodawcom, automatycznie został objęty programem obrony świadków FBI. Jego spokój burzy młody haker − sługus mafijnej rodziny Catania, który wykrada z bazy danych FBI listę świadków koronnych. Lazorka musi walczyć o życie swoje i swych najbliższych.

## Obsada
- Eric Roberts − Tony Lazorka/John Dugan
- Esteban Powell − Brian Penny
- C. Thomas Howell − Tom Holly
- Farrah Forke − Sarah
- Damian Chapa − Paolo Catania
- Lindsay Taylor (w czołówce jako Lindsey Taylor) − Amber
- Lynsey Taylor (w czołówce jako Lindsey Taylor) − Amber
- Eric Poppick − Seymour Penny/Segal
- Michael D. Roberts − Dean Harris
- Brent Huff − Randall Garrett
- Robert Miano − Dominic Catania